# Пахучин
Пахучин (пол. Pachuczyn) — село в Польщі, у гміні Кольно Кольненського повіту Підляського воєводства.
Населення — 63 особи (2011).
У 1975-1998 роках село належало до Ломжинського воєводства.

## Демографія
Демографічна структура станом на 31 березня 2011 року:
|          | Загалом | Допрацездатний вік | Працездатний вік | Постпрацездатний вік |
| -------- | ------- | ------------------ | ---------------- | -------------------- |
| Чоловіки | 30      | 7                  | 17               | 6                    |
| Жінки    | 33      | 12                 | 13               | 8                    |
| Разом    | 63      | 19                 | 30               | 14                   |